# Tènder

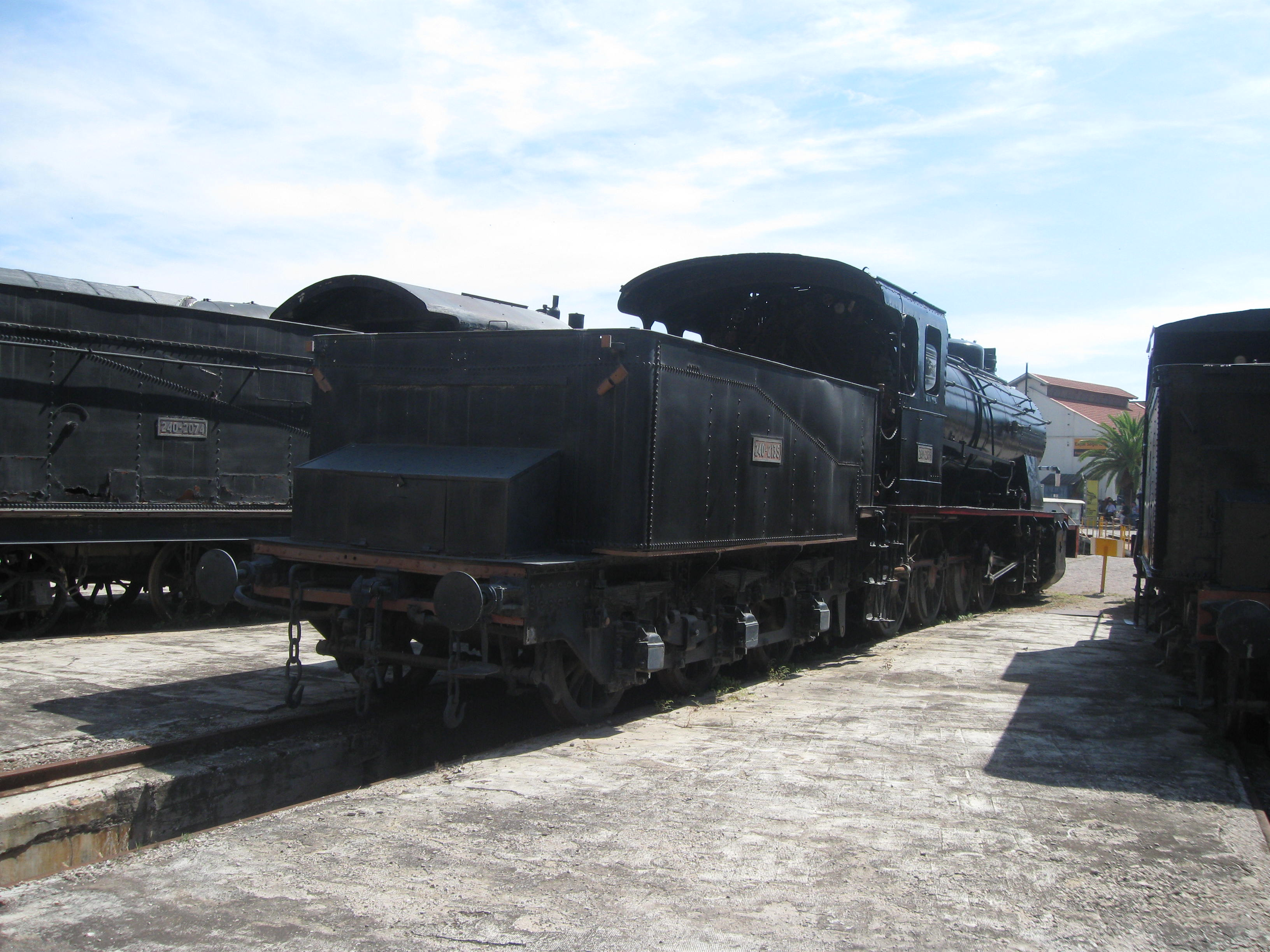
Locomotora al Museu del Ferrocarril de Catalunya amb tènder

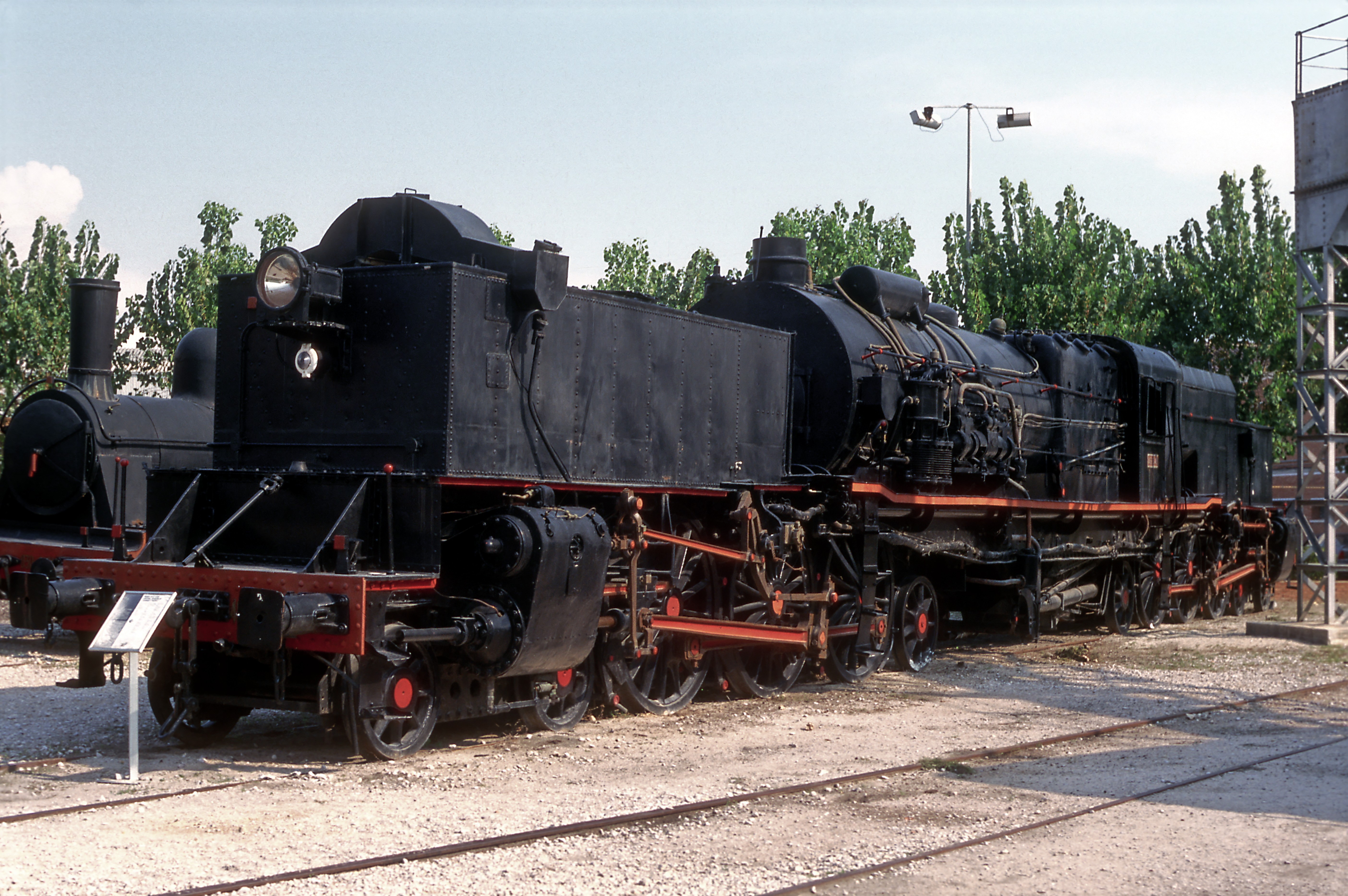
Locomotora Beyer Garratt 462F-0401 amb el tènder al devant

Un tènder és un vagó especial remolcat o empés per una locomotora de vapor contenint l'aigua i el combustible que aquesta utilitza. Les locomotores de vapor utilitzen gran quantitat d'aigua comparada amb la quantitat de combustible, per la qual cosa el tènder és necessari per permetre a la locomotora recórrer llargues distàncies.